# 셜로키언
셜로키언(Sherlockian)은 아서 코난 도일이 쓴 《셜록 홈즈 시리즈》의 주인공 셜록 홈즈 또는 작품 자체에 대한 열광적인 팬을 가리킨다. 영국에서는 홈지언(Holmesian)이라고 하며, 미국에서는 셜로키언이라고 한다.

## 특징
셜록 홈즈를 실존 인물로 간주하고 셜록 홈즈 시리즈를 경전으로 취급하여 각종 연구를 한다. 이것은 기독교의 성경 연구를 의식적으로 패러디화한 행동 양식이다. 셜로키언이 쓰는 용어는 종교 용어에서 따온 말이 많다. 대표적으로 셜록 홈즈 작품 자체의 열렬한 팬이라는게 일반적이다.

## 단체
셜로키언 조직 중 전세계에서 가장 오래된 것은 1934년 미국 뉴욕에서 설립된 베이커 스트리트 이레귤러스(Baker Street Irregulars)이다. 영국의 런던에는 셜록 홈즈 협회가 있다. 일본에는 일본 셜록 홈즈 클럽이 있고, 논문집 〈홈즈 기요〉(ホームズ紀要)를 발행하고 있다.